# Emma Hinze
Emma Hinze née le 17 septembre 1997 à Hildesheim, est une coureuse cycliste allemande, spécialiste des épreuves de vitesse sur piste. Elle compte un total de huit titres mondiaux : quatre en vitesse par équipes en 2020, 2021, 2022 et 2023, deux en vitesse individuelle en 2020 et 2021, un sur 500 mètres en 2023, et un autre en keirin en 2020, l'année de son triplé. Elle a également remporté l'argent en vitesse par équipes aux Jeux olympiques à Tokyo de 2020 et le bronze aux Jeux olympiques de Paris 2024.

## Biographie

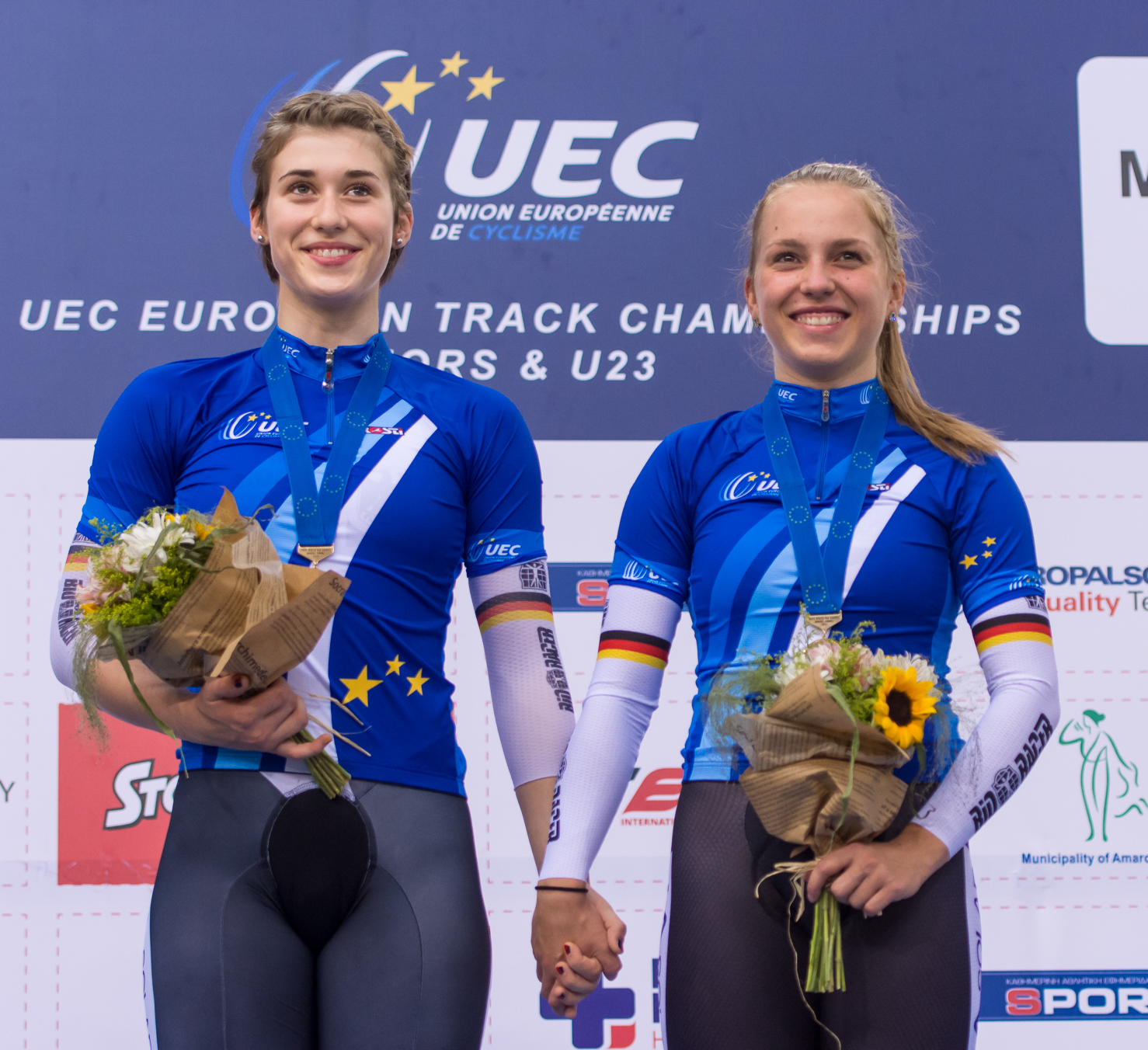
Emma Hinze (à droite) avec Pauline Grabosch aux championnats d'Europe juniors de 2015.

En 2014, Emma Hinze devient championne d'Europe de vitesse par équipes juniors (moins de 19 ans) avec Doreen Heinze. Lors de ces championnats, elle remporte également l'argent en vitesse individuelle, battue en finale par la Russe Tatiana Kiseleva. Aux mondiaux sur piste juniors, disputés une semaine plus tard, elle remporte le titre de championne du monde de vitesse par équipes avec Heinze. Elle décroche également le bronze sur le 500 mètres contre-la-montre. Début septembre, aux championnats d'Allemagne juniors, elle remporte trois titres et une médaille d'argent. Lors de la vitesse par équipes élites, elle prend la deuxième place avec Miriam Welte. L'année suivante, en 2015, elle est quadruple championne d'Allemagne juniors et quadruple championne d'Europe juniors, réalisant à chaque fois le grand chelem. Favorites aux mondiaux sur piste juniors d'Astana, elle récolte trois nouvelles médailles d'or en keirin, vitesse individuelle et par équipes. Lors de cette dernière épreuve, elle bat le record du monde junior avec Pauline Grabosch. Elle rate un nouveau grand chelem sur les épreuves de vitesse en remportant la médaille d'argent derrière Grabosch sur le 500 mètres, où elle réalise le deuxième meilleur temps de l'histoire pour une cycliste junior. Elle remporte en fin d'année le prix de cycliste allemande de l'année en catégorie juniors.
En 2016, Emma Hinze décroche son premier titre avec les élites en devenant championne d'Allemagne du keirin. Lors de ses premiers départs en Coupe du monde en février 2017, elle termine quatrième de la vitesse à Cali et sixième à Los Angeles, se classant dixième au classement général de la Coupe du monde. Lors de la cinquième manche de la Coupe du monde 2017-2018 à Minsk, elle remporte la vitesse par équipes avec Pauline Grabosch. Aux championnats d'Europe 2018 et aux mondiaux de 2019, elle obtient la médaille de bronze de la vitesse par équipes avec Miriam Welte. En novembre 2019, elle gagne le keirin de la première manche de la Coupe du monde à Minsk, ainsi que la vitesse par équipes à Hong Kong.
En 2020, à domicile, à Berlin, elle devient triple championne du monde sur le keirin, la vitesse individuelle et la vitesse par équipes (avec Lea Sophie Friedrich et Pauline Grabosch). Les sprinteuses allemandes dominent ces mondiaux en s'octroyant les quatre titres en jeu.
En 2021, elle fait figure de favorite aux Jeux olympiques de Tokyo, où elle court en keirin, vitesse individuelle et par équipes. Lors de la vitesse par équipes, elle remporte la médaille d'argent avec sa coéquipière Lea Sophie Friedrich, derrière les Chinoises. Lors du tournoi de vitesse, elle réalise le troisième temps des qualifications, mais est battue en demi-finales par la future championne olympique Kelsey Mitchell, puis lors du match pour la médaille de bronze face à Lee Wai-sze. Lors du keirin, elle termine dernière de sa demi-finale, puis remporte la petite finale et se classe finalement 7e. Après les Jeux de Tokyo, elle reconnait avoir perdu le plaisir et la passion pendant les épreuves et avoir ressentie beaucoup de pression et d'attentes de la part du public et des médias allemands. Elle explique que « La perception d'une médaille d'argent dans la société est tout simplement triste. Seul l'or compte aux Jeux olympiques ». En fin d'année, elle domine à nouveau les épreuves de sprint lors des mondiaux de Roubaix, où elle devient double championne du monde en vitesse individuelle et par équipes. Elle remporte également les quatre manches de vitesse lors de la première édition de la Ligue des champions sur piste et décroche logiquement le classement général du sprint.
Remotivée, en août 2022, elle réalise un triplé aux championnats d'Europe organisés à domicile, à Munich. Elle s'impose sur le 500 mètres, la vitesse individuelle et par équipes. En octobre, elle devient pour la troisième fois championne du monde de vitesse par équipes, où le trio allemand bat à deux reprises le record du monde en réalisant en finale 45,967 secondes. Pour Emma Hinze, il s'agit de sa sixième médaille d'or lors des trois derniers championnats du monde. Lors des mondiaux, elle décroche également l'argent sur le 500 mètres et le bronze en vitesse. Elle décide de ne pas défendre son titre du sprint à la Ligue des champions, pour se reposer, après trois années sans rater de grande compétition.
Lors de l'année 2023, elle remporte deux autres titres de championnats d'Europe sur le 500 mètres et la vitesse par équipes, ainsi qu'une médaille de bronze sur le keirin. Aux championnat du monde, elle décroche également l'or sur le 500 mètres et la vitesse par équipes. Début 2024, elle est championne d'Europe de vitesse par équipes et médaillée de bronze sur la vitesse individuelle. En août, elle participe à ses deuxièmes Jeux olympiques à Paris. Elle remporte le bronze sur la vitesse par équipes avec Pauline Grabosch et Lea Sophie Friedrich, termine cinquième du keirin et sixième de la vitesse individuelle. Après ces Jeux décevants, elle déclare :   Je ne peux pas m'en vouloir. Il est néanmoins difficile d’accepter le résultat. Après Tokyo 2021, c'était la deuxième fois que d'autres nations étaient meilleures que nous ». Le 17 août, elle établit lors des championnats nationaux un nouveau record du monde du 500 mètres départ lancé en 27,063 secondes. Elle améliore de près de deux secondes l'ancien record de 28,970 secondes réalisé par Kristina Vogel en 2016. Après ces championnats, elle annonce à 26 ans faire une pause dans sa carrière.

## Vie privée

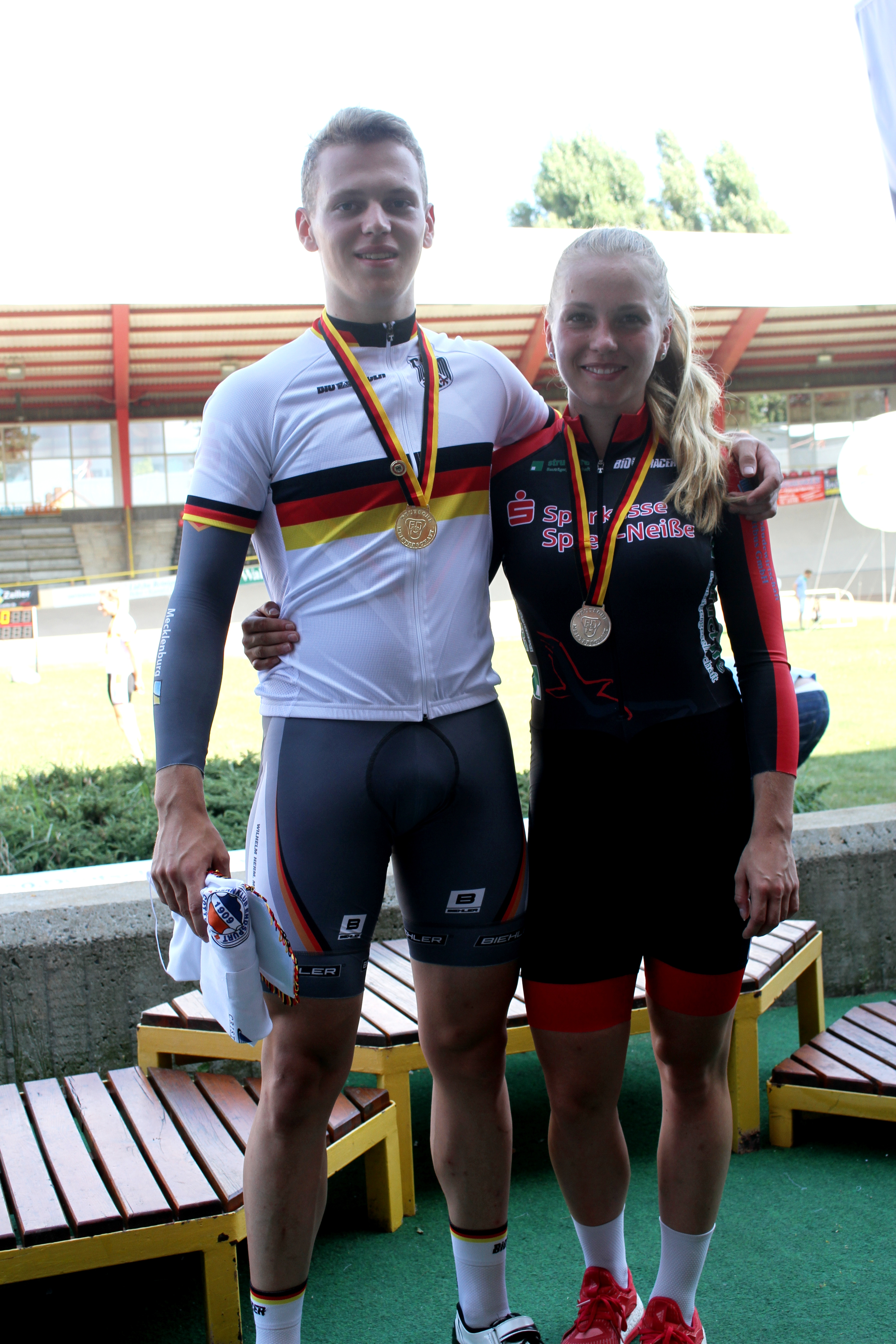
Emma Hinze et son frère Carl en 2016.

Le frère d'Emma Hinze, Carl, est également cycliste. Elle est en couple avec Maximilian Dörnbach, un autre cycliste allemand spécialiste de la piste. 

## Palmarès

### Jeux olympiques
- Tokyo 2020
  -  Médaillée d'argent de la vitesse par équipes
  - 4e de la vitesse individuelle
  - 7e du keirin
- Paris 2024
  -  Médaillée de bronze de la vitesse par équipes
  - 5e du keirin
  - 6e de la vitesse individuelle

### Championnats du monde
| Édition / Épreuve              | 500 mètres | Keirin | Vitesse individuelle | Vitesse par équipes             |
| Gwangmyeong 2014 (juniors)     | Bronze     |        |                      | Or                              |
| Astana 2015 (juniors)          | Or         | Or     | Or                   | Or                              |
| Londres 2016                   |            |        | 19e                  |                                 |
| Hong Kong 2017                 |            | 21e    | 23e                  |                                 |
| Pruszków 2019                  |            | 19e    | 11e                  | Bronze                          |
| Berlin 2020                    |            | Or     | Or                   | Or (avec Grabosch et Friedrich) |
| Roubaix 2021                   |            |        | Or                   | Or (avec Grabosch et Friedrich) |
| Saint-Quentin-en-Yvelines 2022 | Argent     |        | Bronze               | Or (avec Grabosch et Friedrich) |
| Glasgow 2023                   | Or         | 12e    | 4e                   | Or (avec Grabosch et Friedrich) |

### Coupe du monde
- 2017-2018
  - 1re de la vitesse par équipes à Minsk (avec Pauline Grabosch)
- 2018-2019
  - 2e du keirin à Berlin
  - 2e de la vitesse à Milton
  - 2e de la vitesse à Londres
  - 2e de la vitesse par équipes à Milton
  - 2e de la vitesse par équipes à Berlin
  - 2e de la vitesse par équipes à Londres
- 2019-2020
  - 1re de la vitesse par équipes à Hong Kong (avec Pauline Grabosch)
  - 1re du keirin à Minsk
  - 2e du keirin à Glasgow
  - 2e de la vitesse à Glasgow
  - 2e de la vitesse à Hong Kong
  - 3e de la vitesse à Minsk

### Coupe des nations
- 2022
  - 1re de la vitesse par équipes à Milton (avec Pauline Grabosch et Lea Sophie Friedrich)
  - 1re de la vitesse individuelle à Milton
- 2023
  - 1re de la vitesse par équipes à Jakarta (avec Pauline Grabosch, Alessa-Catriona Pröpster et Lea Sophie Friedrich)
  - 2e de la vitesse par équipes au Caire
  - 3e de la vitesse au Caire
- 2024
  - 1re de la vitesse individuelle à Adélaïde
  - 2e du keirin à Hong Kong
  - 2e de la vitesse par équipes à Hong Kong

### Ligue des champions
- 2021
  - Classement général du sprint
  - 1re de la vitesse à Palma
  - 1re de la vitesse à Panevėžys
  - 1re de la vitesse à Londres (I)
  - 1re de la vitesse à Londres (II)
  - 2e du keirin à Palma
  - 2e du keirin à Panevėžys

### Championnats d'Europe
| Épreuve / Édition          | 500 mètres | Keirin | Vitesse individuelle | Vitesse par équipes                       |
| Anadia 2014 (juniors)      |            |        | Argent               | Or (avec Heinze)                          |
| Athènes 2015 (juniors)     | Or         | Or     | Or                   | Or (avec Grabosch)                        |
| Montichiari 2016 (espoirs) | 4e         | 5e     | 5e                   |                                           |
| Glasgow 2018               |            |        | 9e                   | Bronze                                    |
| Apeldoorn 2019             |            |        | 4e                   | Argent                                    |
| Munich 2022                | Or         |        | Or                   | Or (avec Grabosch et Friedrich)           |
| Granges 2023               | Or         | Bronze |                      | Or (avec Friedrich, Grabosch et Pröpster) |
| Apeldoorn 2024             |            |        | Bronze               | Or (avec Grabosch et Friedrich)           |

### Championnats nationaux
- Championne d'Allemagne du 500 mètres juniors : 2014 et 2015
- Championne d'Allemagne du keirin juniors : 2014 et 2015
- Championne d'Allemagne de vitesse par équipes juniors : 2014 et 2015
- Championne d'Allemagne de vitesse juniors : 2015

- Championne d'Allemagne du keirin : 2016, 2018, 2022 et 2023
- Championne d'Allemagne du 500 mètres : 2019, 2022 et 2023
- Championne d'Allemagne de vitesse par équipes : 2019, 2022, 2023 et 2024
- Championne d'Allemagne de vitesse : 2022 et 2023

## Distinctions
- Cycliste junior allemande de l'année : 2015
- Cycliste allemande de l'année : 2020 et 2022